# Propontocypris edwardsi
Propontocypris edwardsi är en kräftdjursart som först beskrevs av Joseph Augustine Cushman 1906.  Propontocypris edwardsi ingår i släktet Propontocypris och familjen Pontocyprididae. Inga underarter finns listade i Catalogue of Life.